# Choắt chân đỏ
Choắt chân đỏ (danh pháp hai phần: Tringa erythropus) là một loài chim thuộc họ Dẽ. Loài choắt chân đỏ làm tổ ở Bắc Âu và châu Á; mùa đông di cư xuống phía Nam đến châu Phi, Ấn Độ; Myanma, Nam Trung qưốc, Đông Dương và Malaysia. Bộ lông mùa đông và mùa hè khác nhau. Choắt chân đỏ lần đầu được nhà động vật học người Đức Peter Simon Pallas vào miêu tả năm 1764. Nó là loài duy nhất của chi, với hai phân loài được công nhận.

## Hình ảnh

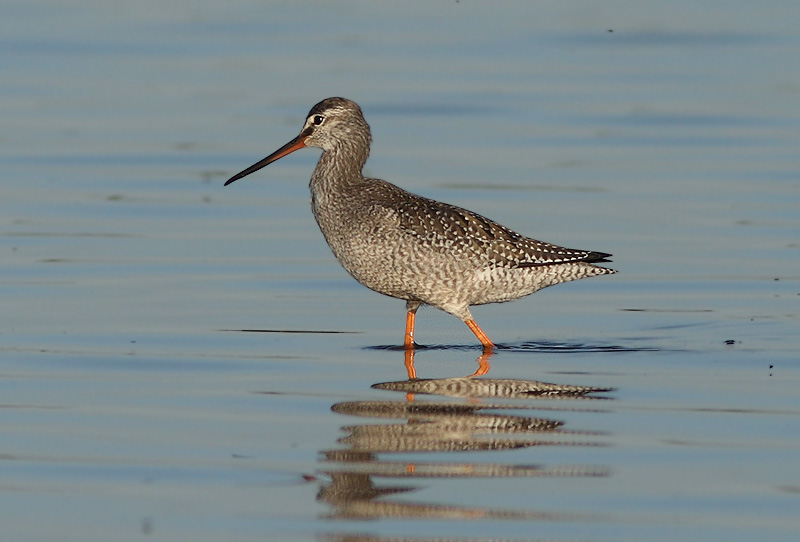
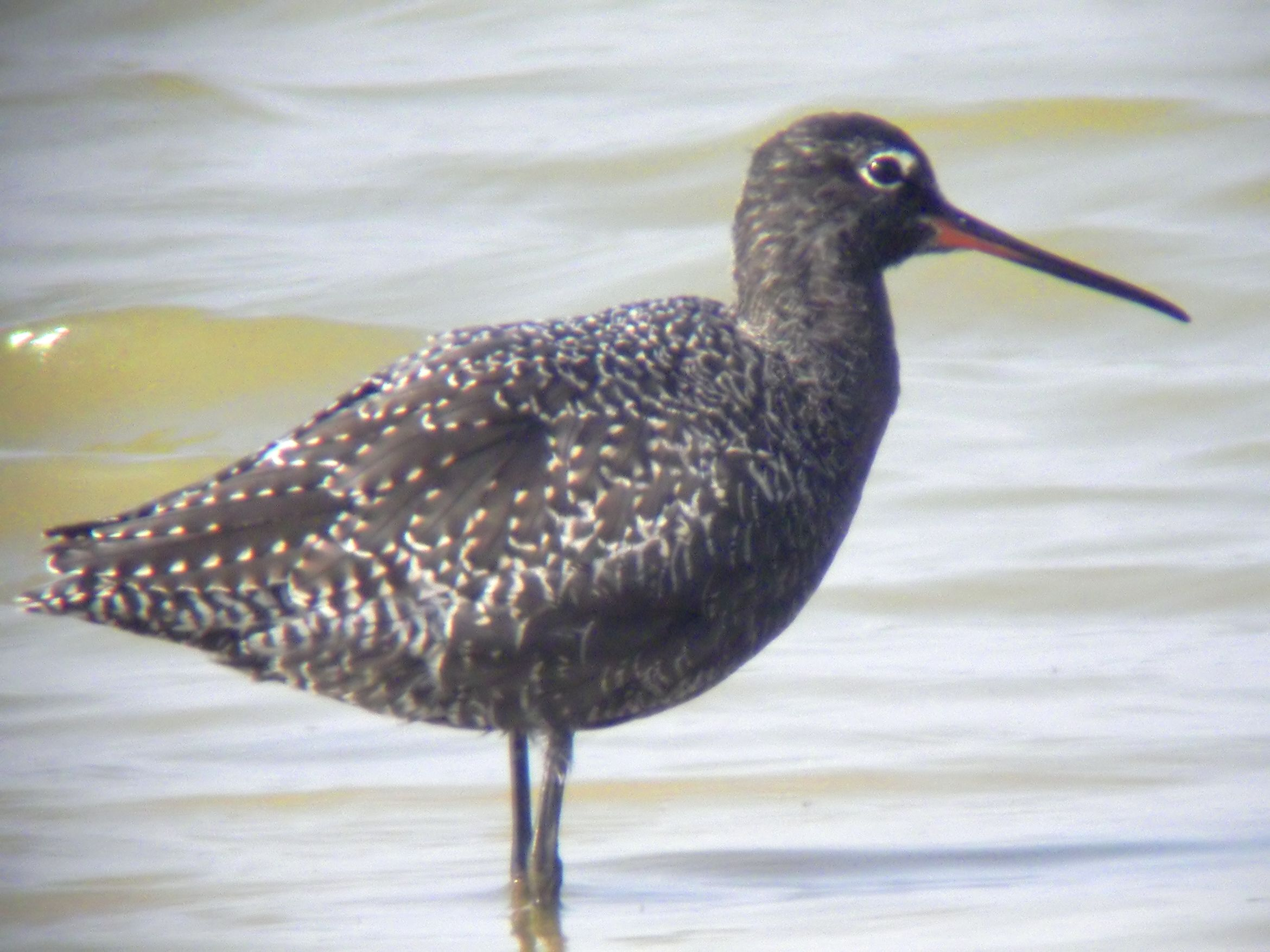
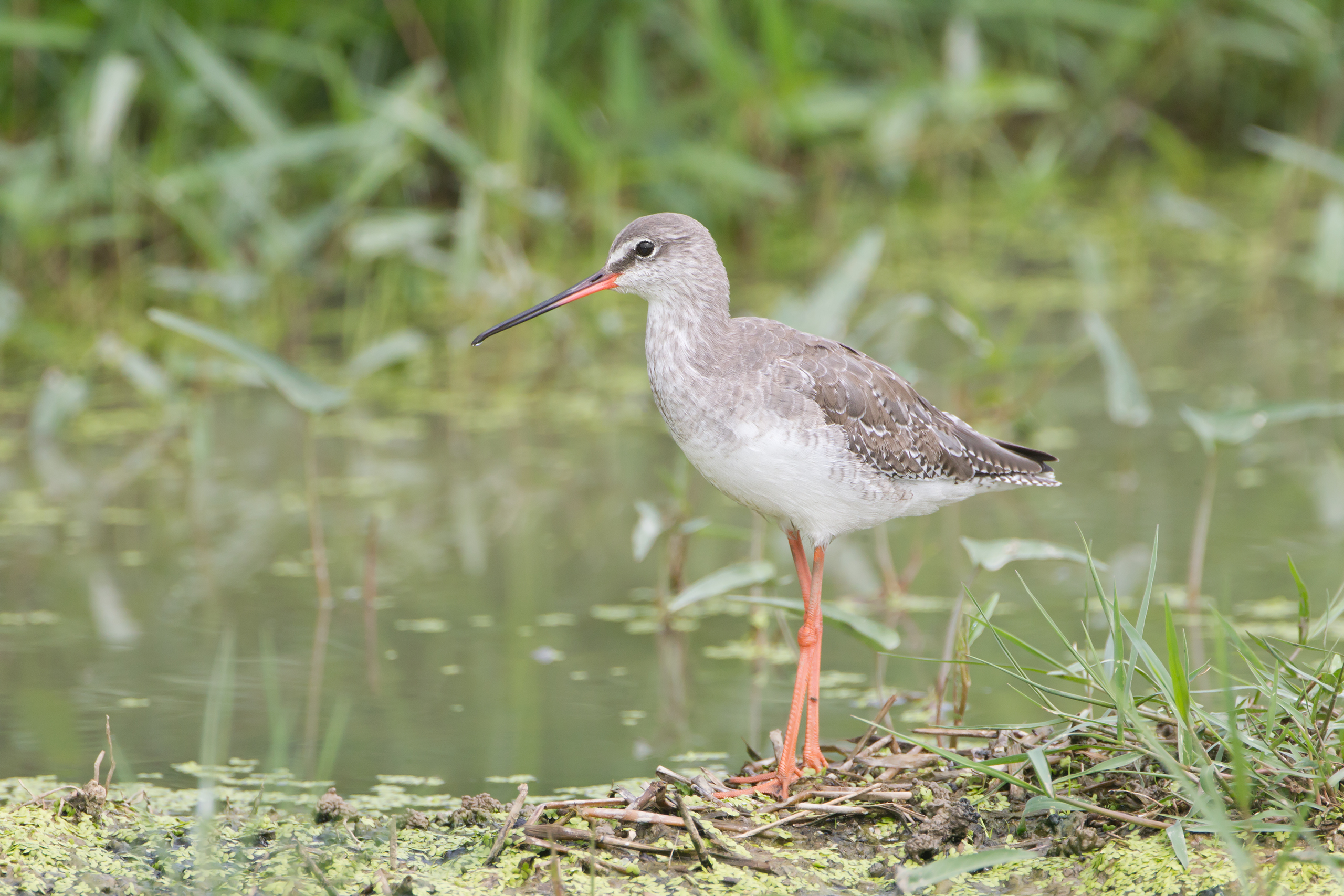
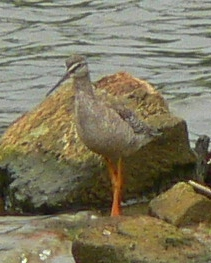
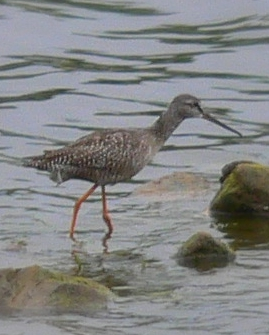

## Nghiên cứu thêm
- O'Brien, Michael; Crossley, Richard; Karlson, Kevin (2006). The Shorebird Guide. New York, NY: Houghton Mifflin. ISBN 0-618-43294-9.
- Pereira, S. L., & Baker, A. J. (2005). Multiple Gene Evidence for Parallel Evolution and Retention of Ancestral Morphological States in the Shanks (Charadriiformes: Scolopacidae). Condor 107 (3): 514–526. DOI: 10.1650/0010-5422(2005)107[0514:MGEFPE]2.0.CO;2 HTML abstract